# 茶否
茶否（ちゃいな、チャイナ、CHINA、1月1日 - ）は、日本の漫画家、イラストレーター。男性。主に女子学生ものやレイプを題材にした作品を描く。
『COMIC RIN』（茜新社）、『COMICポプリクラブ』（マックス）他にて不定期連載中。

## 作品リスト

### 単行本
1. 『少女絶対主義』 2003年7月発売[2]、松文館〈別冊エースファイブコミックス〉、ISBN 4-7901-1094-X（ISBN 978-4-7901-1094-1）
2. 『おもらしリコちゃん』 2004年8月28日発売[3]、松文館〈別冊エースファイブコミックス〉、ISBN 4-7901-1328-0（ISBN 978-4-7901-1328-7）
3. 『ちっちゃいな』 2006年1月25日発行[4]、茜新社〈TENMA COMICS〉、ISBN 4-87182-821-2（ISBN 978-4-87182-821-5）
4. 『おるすばんはせつなくて』 2007年2月24日発行[5]、茜新社〈TENMA COMICS〉、ISBN 978-4-87182-896-3
5. 『クリスにおしえて』 2008年10月18日発行[6]、茜新社〈TENMACOMICS RIN〉、ISBN 978-4-86349-030-7
6. 『妹は同人少女コスプレ系』 2009年9月24日発売[7]、マックス〈ポプリコミックス 57〉、ISBN 978-4-86379-009-4
7. 『お姉ちゃんと妹は俺の嫁』 2011年1月27日発売[8]、マックス〈ポプリコミックス 86〉、ISBN 978-4-86379-038-4
8. 『あの素晴らしい膣内射精(なかだし)を二度三度』 2012年9月27日発売[9]、マックス〈ポプリコミックス〉、ISBN 978-4-86379-078-0
9. 『レイプ＆リリース』 2014年3月31日発売[10]、ジーオーティー〈キャノプリCOMICS〉、ISBN 978-4-86084-907-8
10. 『レイプ イズ ライフ』 2015年6月26日発売[11]、ジーオーティー〈GOTコミックス〉、ISBN 978-4-86084-969-6
11. 『NO! NO! レイプ』 2016年9月12日発売[12]、ジーオーティー〈GOTコミックス〉、ISBN 978-4-86084-988-7
12. 『氷河期世代処女おかし隊らちっくす!!』 2017年10月25日発売[13]、ジーオーティー〈GOTコミックス〉、ISBN 978-4-81480-051-3
13. 『なぐってまわそ』 2019年2月25日発売[14]、ジーオーティー〈GOTコミックス〉、ISBN 978-4-81480-160-2
14. 『犯人～おかしびと～』 2020年6月25日発売[15]、ジーオーティー〈GOTコミックス〉、ISBN 978-4-82360-059-3

### 単行本未収録作品
- COMIC RIN（茜新社）
  - らんどせる（Vol.3 2005年2月）[16]
  - 敬老日和（Vol.12 2005年11月）[16]
  - せっくる&ばいおれんちゅ（Vol.17 2006年4月）[17]
  - お兄ちゃんは誰のモノ?（2007年8月号）[18]
  - ハルマチ（2007年11月号）[19]
  - 傍姦 ボウカン（2009年2月）[20]
  - 屋根裏のヒトミちゃん+1（2009年8月）[20]
- COMIC快楽天BEAST（ワニマガジン社）
  - くすぶり（2010年7月）
  - サビ残天国(パラダイス)（2010年10月）
- COMICポプリクラブ（マックス）
  - ストライカー美星（2012年11月号）[21]
  - おしエロ（2013年1月号）[22]
  - エロ漫画家の娘（2013年3、5月号）[23][24]
- アンソロジー（松文館）
  - イジッパ（LOCO Vol.3 淫らなご奉仕 2004年5月）[25]
  - 仮男（㊙ 幼女 2004年10月）[26]